# Eduardo César Gaspar
Eduardo César Daude Gaspar (São Paulo, 15. svibnja 1978.), poznatiji pod nadimkom Edu, brazilski je umirovljeni nogometaš. Trenutačno je športski direktor u svom starom klubu Corinthians.

## Privatni život
Ima suprugu Paulu s kojom ima dvoje djece, sina Luigia i kćer Eduardu.

## Vanjske poveznice
- Statistika na www.lfp.es (šp.)
- Službena stranica  Arhivirana inačica izvorne stranice od 22. prosinca 2018. (Wayback Machine) (port.)